# Djuptjärnen (Vänjans socken, Dalarna, 676789-139237)
Djuptjärnen är en sjö i Mora kommun i Dalarna och ingår i Dalälvens huvudavrinningsområde.